# Bajka o rybaku i rybce (film 1937)
Bajka o rybaku i rybce (ros. Сказка о рыбаке и рыбке, Skazka o rybakie i rybkie) – radziecki krótkometrażowy film lalkowy z 1937 roku w reżyserii Aleksandra Ptuszki będący adaptacją bajki Aleksandra Puszkina o tym samym tytule. Wykonany metodą trójkolorową Pawła Mierszyna.